# Coyote (auteur)
Pour les articles homonymes, voir Coyote (homonymie).
Philippe Escafre, dit Coyote, né le 9 octobre 1962 à Rodez et mort le 9 août 2015 à Toulouse, est un auteur français de bandes dessinées. 
Son œuvre la plus connue est Litteul Kévin, une série de bande dessinée humoristique publiée dans le mensuel Fluide glacial à partir de 1991 et recueillie en dix albums de 1993 à 2013 par AUDIE puis Le Lombard.

## Biographie
Philippe Escafre, naît le 9 octobre 1962 à Rodez, dans l'Aveyron. Après avoir été, au début des années 1980, graveur sur pierre dans le funéraire, peintre sur automobiles et tatoueur, il s'oriente sous le nom de « Coyote » vers la bande dessinée.
C'est d'abord par le biais de la moto - sa grande passion - qu'il commence à pouvoir vivre de sa vocation d'illustrateur, en dessinant dans des revues spécialisées comme Hot Cycles, US Cycles, Bike for Ever ou Freeway. À partir de 1988, il commence à publier dans des journaux de bande dessinée comme BD Mag.
Il connaît ses premières parutions en album en réalisant des illustrations pour des ouvrages collectifs aux éditions Vents d'Ouest, dont Les invraisemblables aventures d’Istérix (une parodie d'Astérix) : dans ce dernier album, il signe une histoire et la couverture, sur laquelle Astérix et Obélix sont caricaturés en Hells Angels. Parallèlement, il continue à travailler pour des magazines de moto tels que Moto Magazine. C'est pour l'un de ces journaux qu'il crée la série Mammouth & Piston qui sera par la suite ré-éditée aux Éditions de la Tour (alias Fluide glacial).
En 1990, il entame une collaboration au magazine d'humour Fluide glacial qui dure près de 15 ans avec Bébert le clochard (Fluide glacial no 171 de septembre 1990) qui laisse rapidement sa place à Litteul Kévin, série mettant en scène les aventures d'un couple de bikers et de leur enfant déluré. Devenu un auteur de bande dessinée reconnu, Coyote a pour unique « coquetterie » de ne jamais vouloir révéler son vrai patronyme, déclarant s'appeler « Coyote, point à la ligne » : la plupart de ses collègues dans le milieu de la BD ignorent son nom et son prénom.
En 2004, il crée Les Voisins du 109 en coécriture avec Nini Bombardier et devient scénariste pour Éric Cartier avec Diégo de la S.P.A. Il quitte alors Fluide glacial pour les éditions Le Lombard en 2005, qui publient la série Les Voisins du 109 dès 2006 ; le deuxième tome est paru en août 2008. Entre-temps, il sort le huitième tome de  Litteul Kévin en octobre 2009 toujours chez Le Lombard. Le neuvième tome paraît en décembre 2010, suivi du dixième et dernier en octobre 2013.
Le 9 août 2015, il succombe à un accident cardiaque à l'âge de 52 ans à Toulouse. Il repose dans le caveau familial du cimetière de Larnagol (Lot).

## Publications

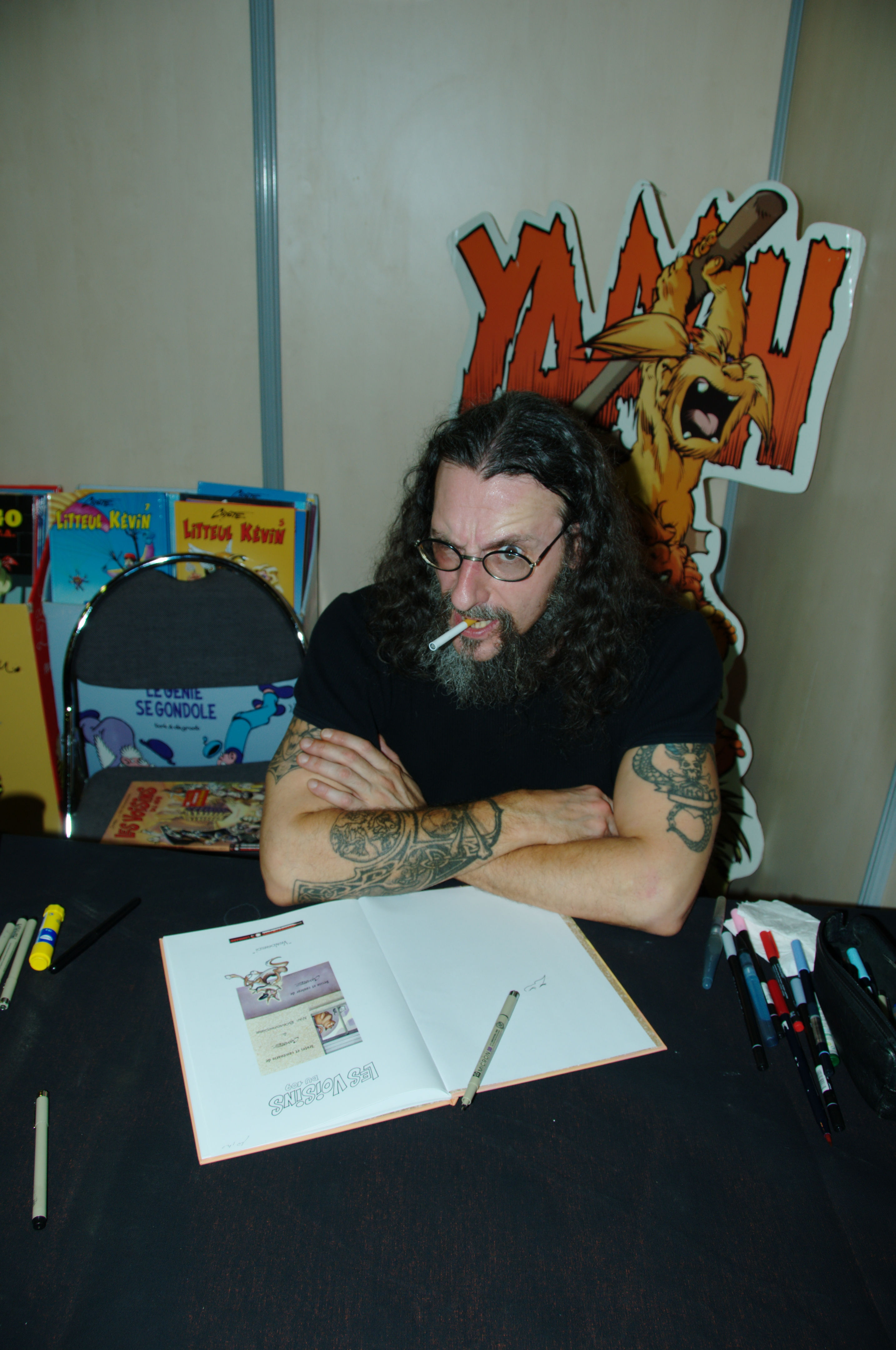
Coyote, en mai 2008.

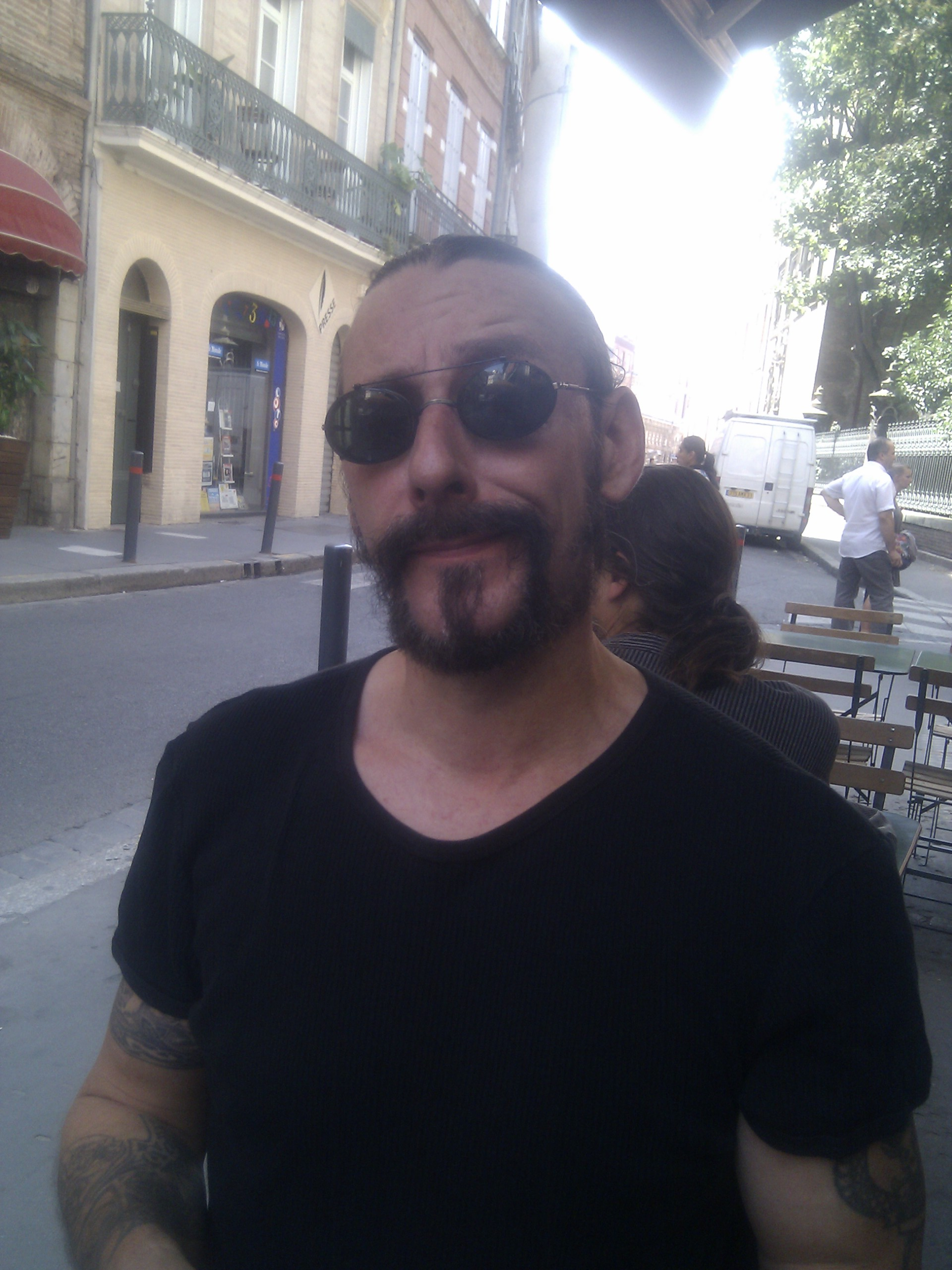
Coyote, en août 2011.

Mammouth & Piston
- 1 Mammouth & Piston : Tome 1, Freeway, avril 1992
Scénario et dessin : Coyote - Noir et blanc, 51 p.  (ISBN 978-2858152711), réédition de l'album par Fluide glacial en 1999
- 2 Mammouth & Piston : Tome 2, Freeway, avril 1995
Scénario et dessin : Coyote - Noir et blanc, 51 p.  (ISBN 978-2858152728), réédition de l'album par Fluide glacial en 1999
- 3 Mammouth & Piston : Tome 3, de la Tour, juin 2000
Scénario et dessin : Coyote - Noir et blanc, 51 p.  (ISBN 978-2858152803)
- Mammouth & Piston : Intégrale, Fluide glacial, 2010
Scénario et dessin : Coyote - Noir et blanc, 141 p., coll. « Série Or »  (ISBN 978-2352070054)

Litteul Kévin
- 1 Litteul Kevin, Fluide glacial/Le Lombard, 1993
Scénario et dessin : Coyote - Noir et blanc  (ISBN 978-2858150205)
- 2 Litteul Kevin : Epique et sauvage, Fluide glacial, 1994
Scénario et dessin : Coyote - Noir et blanc, 51 p.  (ISBN 978-2858150151)
- 3 Litteul Kevin : Hasta la bista... baby!, Fluide glacial, 1995
Scénario et dessin : Coyote - Noir et blanc, 51 p.  (ISBN 978-2858150175)
- 4 Litteul Kevin : Booooorn toubi houaaïïïld, Fluide glacial, 1996
Scénario et dessin : Coyote - Noir et blanc, 51 p.  (ISBN 978-2858150182)
- 5 Litteul Kevin : Tome 5, Fluide glacial, 1998
Scénario et dessin : Coyote - Noir et blanc, 51 p.  (ISBN 978-2858150236)
- 6 Litteul Kevin : Tome 6, Fluide glacial, 2000
Scénario et dessin : Coyote - Noir et blanc, 51 p.  (ISBN 978-2858152889)
- 7 Litteul Kevin : Tome 7, Fluide glacial, 2003
Scénario et dessin : Coyote - Noir et blanc, 50 p.  (ISBN 978-2858153718)
- 8 Litteul Kevin : Tome 8, Le Lombard, 2009
Scénario et dessin : Coyote - Noir et blanc, 47 p.  (ISBN 978-2803625727)
- 9 Litteul Kevin : Tome 9, Le Lombard, 2010
Scénario et dessin : Coyote - Noir et blanc, 48 p.  (ISBN 978-2803627653) - Couleur, 48 p.  (ISBN 978-2803627813)
- 10 Litteul Kevin : Tome 10, Le Lombard, 2013
Scénario et dessin : Coyote - Noir et blanc, 48 p.  (ISBN 978-2803629695) - Couleur, 48 p.  (ISBN 978-2803629701)

Les Voisins du 109
- 1 Les Voisins du 109 : Vendredi, Le Lombard, 2006
Scénario : Nini Bombardier - Dessin : Coyote - Couleur, 48 p., coll. « Troisième degré »  (ISBN 978-2803621705)
- 2 Les Voisins du 109 : Samedi, Le Lombard, 2008
Scénario : Nini Bombardier - Dessin : Coyote - Couleur, 48 p., coll. « Troisième degré »  (ISBN 978-2803623129)
- Hors Série Les Voisins du 109 : Les dessous du 109, Le Lombard, 2006
Scénario : Nini Bombardier - Dessin : Coyote - Couleur, 48 p., coll. « Art of Lombard »  (ISBN 978-2803622245)

Diégo de la S.P.A.
- 1 Diégo de la S.P.A. : Tome 1, Fluide glacial, 2005
Scénario : Coyote - Dessin : Éric Cartier - Couleur  (ISBN 2-85815-423-6)
- 2 Diégo de la S.P.A. : Tome 2, Fluide glacial, 2005
Scénario : Coyote - Dessin : Éric Cartier - Couleur  (ISBN 2-85815-450-3)
- 3 Diégo de la S.P.A. : Tome 3, Fluide glacial, 2007
Scénario : Coyote - Dessin : Éric Cartier - Couleur  (ISBN 978-2-8581-5499-9)

Autres albums
- Coyote : 20 Ans de Motos, Le Cycliste, 1999
Scénario et dessin : Coyote - coll. « Dossiers du Cyc »  (ISBN 978-2912249210)
- La Belle et les Bêtes : Un siècle de Harley Davidson, Fluide glacial, 2003
Scénario et dessin : Coyote, Nikolaz - 95 p.  (ISBN 978-2858153725)
- Carnets Intimes, Fluide glacial, 2003
Scénario et dessin : Coyote - 95 p., coll. « Carnets Intimes »  (ISBN 978-2858153671)

Participations à des albums collectifs
- Hello bébé, Vents d'Ouest, collection Cadorire, 1988
- Les Motards, Vents d'Ouest, collection Cadorire, 1988
- Les Chats, Vents d'Ouest, collection Cadorire, 1988
- Le Mariage, Vents d'Ouest, collection Cadorire, 1988
- Les Invraisemblables Aventures d'Istérix, Vents d'Ouest, collection Grands pastiches, 1988
- Zéro de conduite, éditions de la FFMC, 1989
- Chefs-d'œuvre de la BD érotique, Rombaldi, 1990
- Les Alcools, Stakhano, collection Tutti frutti, 1997

## Récompense
- 1998 : prix Bonnet d'âne à Quai des Bulles[12].